# Mark 84
A Mark 84 (Mk 84) é uma bomba americana, a maior da série Mark 80 de armas. Entrando em serviço durante a Guerra do Vietnã, teve o codinome "Martelo" por seu poder incrível.
A Mark 84 tem um peso comum de 908 kg, mas este pode variar dependendo de sua barbatana, fusível e configuração dos retardadores, de 896 kg à 947 kg. É uma ogiva cheia com 429 kg de Tritonal.
A Mk 84 é capaz de formar uma cratera de 15,2 m de largura e 11 m de profundidade. Ela pode penetrar mais de 380 mm de metal ou 3,3 m de concreto, dependendo da altura que foi lançada.
Apesar do surgimento das bombas guiadas com alto poder de precisão, esta é uma arma de baixo custo, para ser usada contra alvos não prioritários ou pouco defendidos. Ela reúne em um único artefato um grande efeito de sopro resultante da explosão e alta temperatura de detonação. 
Aeronaves modernas conseguem alto grau de acerto com este tipo de arma, pois compensam automaticamente variáveis de lançamento como o vento e a velocidade da aeronave.
Podem ser equipadas com um kit similar ao JDAM (guiadas por GPS/INS) ou Paveway (guiadas a laser), tornando-se bombas inteligentes.
O Brasil fabrica BAFG-920 (Bomba Aérea de Fins Gerais de 920 kg), similar a Mk 84. Estas são usadas nos F-5 e AMX da Força Aérea Brasileira.